# Пернацький Олександр Миколайович
Олександр Миколайович Пернацький (нар. 17 липня 1995, Київ, Україна) — український футболіст, центральний захисник хмельницького «Поділля».

## Клубна кар'єра
Народився у Києві. Вихованець місцевого «Арсеналу», у футболці якого з 2008 по 2012 рік виступав у ДЮФЛУ. Напередодні старту сезону 2012/13 років переведений до молодіжної команди «канонірів», за яку провів 16 матчів. Другу половину сезону 2013/14 років провів у «Таврії», де виступав як за юнацьку, так і молодіжну команду.  Влітку 2014 року опинився в молодіжній команді «Ворскли», за яку провів 38 матчів. Наприкінці грудня 2015 року залишив молодіжку полтавчан. У січні 2016 року побував на перегляді в одеському «Чорноморці», але до підписання контракту справа так і не дійшла.
На початку 2016 року опинився в «Гірник-Спорті». У футболці клубу з Горішніх Плавнів дебютував 16 квітня 2016 року в програному (0:3) виїзному поєдинку 22-го туру Першої ліги України проти «Черкаського Дніпра». Пернацький вийшов на поле на 40-ій хвилині, замінивши Олексія Моісеєнка. Протягом свого перебування в «Гірник-Спорті» зіграв 17 матчів у Першій лізі України та 1 поєдинок у кубку України.
На початку серпня 2017 року став гравцем чеського клубу «Простейов». У футболці клубу з однойменного міста дебютував 18 серпня 2018 року в нічийному (0:0) домашньому поєдинку 5-го туру Другої ліги Чехії проти «Градця-Кралового». Олександр вийшов на поле на 43-ій хвилині, замінивши Томаша Янічека. У команді відіграв два неповних сезони, за цей час провів 46 матчів у другому за силою чемпіонаті Чехії та 1 матч у кубку Чехії. З серпня по грудень 2020 року виступав в оренді за «Вишков», у футболці якого провів 7 поєдинів та відзначився 1 голом.
На початку березня 2021 року підписав контракт з «Поділлям». У футболці хмельницького клубу дебютував 25 березня 2021 року в переможному (4:1) домашньому поєдинку 14-го туру групи А Другої ліги України проти львівських «Карпат». Олександр вийшов на поле в стартовому складі та відіграв увесь матч. Першим голом за «Поділля» відзначився 8 серпня 2021 року на 64-ій хвилині переможного (3:0) домашнього поєдинку 3-го туру Першої ліги України проти «ВПК-Агро». Пернацький вийшов на поле в стартовому складі та відіграв увесь матч.

## Кар'єра в збірній
Викликався до табору юнацької збірної України (U-17).